# Євінтов Володимир Ісакович
Євінтов Володимир Ісакович (16 січня 1945 року, Барановичі Брестської області — 8 травня 2004, Київ) — радянський український правознавець. Доктор юридичних наук, фахівець з міжнародного права, передусім з проблем тлумачення міжнародних договорів, міжнародного співтовариства і правопорядку та захисту прав людини, член і віце-президент Європейського комітету із запобігання катуванням.

## Біографія
Народився в сім’ї військовослужбовця. У 1963 закінчив середню школу в м. Києві і цього ж року вступив до Київського державного університету ім. Т.Г. Шевченка (нині - Київський національний університет імені Тараса Шевченка) на факультет іноземних мов, який закінчив з відзнакою у 1969 році. У 1966-67 роках працював перекладачем-референтом французької мови в апараті економічного радника Посольства СРСР у Гвінейській Республіці, а в 1969-70 роках - викладачем французької мови в Київському  інституті іноземних мов (нині — Київський національний лінгвістичний університет).
З 1970 діяльність професора Євінтова пов’язана з Інститутом держави і права АН УРСР (нині - Інститут держави і права ім. В.М. Корець кого НАН України), де він спочатку працював старшим лаборантом, а згодом перекладачем-референтом інформаційно-реферативної групи. У 1971 вступив на заочне відділення Харківського юридичного інституту (нині — Національний юридичний університет імені Ярослава Мудрого), який у 1976 закінчив з відзнакою. У 1977 був обраний на посаду молодшого наукового співробітника відділу міжнародного права та порівняльного правознавства Інституту і у 1979 захистив кандидатську дисертацію з малодослідженої і надзвичайно складної та актуальної проблеми, що стосується багатомовних договорів у міжнародному праві. У 1981 вона була опублікована у вигляді монографії, діставши високу оцінку вітчизняних і зарубіжних учених юристів-міжнародників.
У 1978 був обраний на посаду старшого наукового співробітника цього відділу, а у 1993 захистив докторську дисертацію, присвячену міжнародно-правовим проблемам розвитку міжнародного співтовариства як визначальної категорії, в якій функціонує сучасний міжнародний правопорядок. Його монографія з цієї тематики, як і перша праця з багатомовних договорів, також суттєво вплинула на розвиток вітчизняної науки міжнародного права. З 1994 року - провідний науковий співробітник і на цій посаді перебував до кінця свого життя. У 1997—1999 — директор Центру прав людини при Українській правничій фундації. У 2000—2002 віце-президент Європейського комітету з питань запобігання катуванням.
Наукова діяльність
Вся наукова діяльність професора Євінтова відзначалася високим рівнем розробки нових ідей з проблем теорії і практики міжнародного права, насамперед у таких сферах, як тлумачення договорів у міжнародному праві, встановлення місця і ролі загальновизнаних міжнародно-правових норм у системі міжнародних правовідносин, визначення складових міжнародного співтовариства як основоположної категорії міжнародного правопорядку, застосування норм міжнародного права у внутрішньому праві держав, входження України в систему захисту прав людини Ради Європи тощо. 
Євінтов В.І. розглядав поняття «співтовариство» і «правопорядок» через єдність, «зумовлену потребою знаходити спільні позитивні основи в інтересах зміцнення правових засад мирного міжнародного співтовариства». Важливим з методологічної точки зору є встановлені ним відмінності між термінами «society» і «community» (англ.) та їх еквівалентами у французькій, іспанській, німецькій, російській, українській та інших мовах, запропоновано розглядати ці категорії як розвиток людства від меншої до більшої згуртованості. При цьому він слушно зазначає, що в західній доктрині міжнародного права переважає конфліктне бачення міжнародного співтовариства «при гіпертрофованій оцінці значення і ролі сили», що є по суті «запереченням існування співтовариства, бо, виткане з численних конфліктів, воно уявляється тільки як арена зіткнень політичних систем з їх протилежними ідеологіями». 
Як зазначав професор Євінтов, концепція панування сили в міжнародних відносинах пронизує підходи прибічників філософії «політичного реалізму» (Ю. Ростоу, З. Бжезинський, Р. Пайпс, Г. Шварценбергер та ін.), з якими ведуть активну дискусію представники різних течій ліберального напряму (О. Шехтер та ін.). У цій дискусії ліберали всупереч реалістам, орієнтованим на політику, визнають певну роль міжнародного права в розвитку міжнародного співтовариства. При цьому, однак, необхідно враховувати й те, що, на їхню думку, здійснення цієї його ролі в міжнародних відносинах цілком залежить від можливості розв’язання проблем, які на практиці дуже складно вирішити мирним шляхом, і тому в ліберальних доктринах йдеться, по суті, не про дотримання заборони сили в міжнародних відносинах, як це визначається в Статуті ООН, а лише про раціональний, з точки зору політики, вибір її форм і методів. Практика західних держав на чолі з США, незалежно від прихильності того чи іншого уряду до реалістичних або ліберальних (нині неоліберальних) концепцій, яскраво демонструє їхнє нігілістичне ставлення до міжнародного права, яке особливо посилилося після розпаду СРСР і зникнення протистояння між 2 нібито ідеологічно несумісними соціально-економічними системами. Цим було розвіяно міф епохи «холодної війни» про те, що протистояння капіталізму і комунізму було основним протиріччям міжнародних відносин, підтвердивши наочно справедливість концепції конфлікту цивілізацій (А.Дж. Тойнбі, С. Гантінгтон).
У 1992 проф. Євінтову В.І. (спільно з проф. В.Н. Денисовим) присуджено премію ім. М.П. Василенка НАН України за цикл праць «Міжнародне право і світовий порядок: пошук моделей правового розвитку», до якого увійшли його праці, присвячені міжнародному співтовариству та правопорядку.
Професор Євінтов належав до науковців, які, маючи високий рівень професійних знань, вміло використовували їх для підтримання міжнародного авторитету України, демонструючи на практиці плідність зв’язку науки з практикою, особливо в період становлення України як незалежної держави. Він зробив значний внесок у розвиток зв’язків українських вчених з вченими зарубіжних країн, зокрема з угорськими, словацькими, американськими, французькими та бельгійськими юристамиміжнародниками. На початку 90-х рр. за його участю разом з ученими Словацької та Угорської академій наук проводилися наукові дослідження з проблем застосування міжнародного права у внутрішньому праві держав. Результатом цього стало опублікування у 1992 Інститутом держави і права АН України фундаментальної монографічної праці «Реализация международно-правовых норм во внутреннем праве». У 1990 він був одним з організаторів проведення конференції Інституту держави і права АН УРСР спільно з Американським центром проблем миру Університету  миру в Нью-Йорку.
Виступав з лекціями в Паризькому університеті (1991—92, 1994—95), Університеті штату Міссурі (США, 1991), Університеті політичних наук (Париж, 1999), Міжнародному інституті міжнародного права (Італія, 1999) та інші. Лекції про нову Україну він читав в університетах Франції французькою, а в США та Англії англійською мовою. Як визнаний в Україні фахівець з французької мови, історії та культури Франції, професор Євінтов сприяв розвитку співробітництва між українськими та французькими юристами. Він був одним з організаторів побратимства суддів м. Києва та м. Тулузи і проведення в обох містах низки семінарів з питань функціонування судових системи в Україні та Франції, науковим редактором виданого у 2000 році  в Україні одного з кращих французьких підручників з міжнародного права «Міжнародне публічне право» в 2 т. (автори Нгуен Куок Дінь, П. Дайє та А. Пелле), який увійшов у широкий обіг вітчизняної науки міжнародного права.
Заслуги професора Євінтова в розбудові дружніх відносин між Францією та Україною були високо оцінені французьким урядом, який у 2002 році нагородив його орденом Академічних пальм Франції. У 1998 був обраний від України членом Європейського  комітету із запобігання катуванням — одного з найавторитетніших конвенційних органів Ради Європи, а у 2003  році  члени цього органу обрали його віце-президентом Комітету.
Також займався поширенням знань з прав людини, пов’язаних з правозахисною сферою. Він був директором Центру прав людини Укpаїнської правничої фундації (1997—99), головним редактором таких видань, як «Український часопис прав людини», щорічник «Права людини в Україні», часописи «Біженці та міграція», «Право і політика», заступник голови редакційної ради часопису «Практика Європейського суду з прав людини: рішення та коментарі». Тривалий час перебував у складі групи консультантів Верховного Суду України, а також членом виконкому Спілки юристів України, забезпечуючи контакти українських юристів з зарубіжними. Уся ця діяльність, безумовно, сприяла піднесенню авторитету української юридичної науки у світі.
Деякий час викладав курс міжнародного трудового права в Інституті міжнародних відносин Київського національного університету імені Тараса Шевченка, запроваджений завідувачем кафедрою міжнародного права проф. В.Г. Буткевичем, який запросив його підготувати і прочитати цей курс. Учні професора Євінтова досі згадують його блискучі лекції з цієї навчальної дисципліни, що є важливою складовою науки сучасного міжнародного права. 
Наукові роботи
- "Многоязычные договоры в современном международном праве ". 1981;
- «Поняття загальновизнаної норми». 1984;
- «Общепризнанные нормы в современном международном праве». 1984;
- «Прощения не будет!» : [О преступлениях нацистов и буржуаз. националистов на Украине : Пер. с рус.] Киев : Политиздат Украины, 1986.
- «Україна в міжнародному співтоваристві». 1995;
- Суверенітет України і міжнар. право. 1995;
- «Здійснення рішень Європейського Суду з прав людини у внутрішньоправовому порядку держав» // Державотворення і правотворення в Україні. 2001

Родина
Дружина - Євінтова (Завада) Є.Є. (1950-2017) -адвокат. Донька-Євінтова М.В., 1977 р.н.-юрист, Онука-Анна, 2014 р.н.-школярка